# Sierra para metales

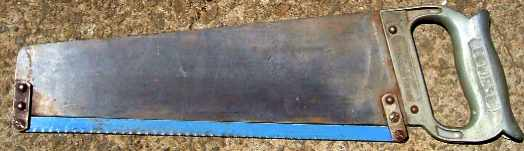
Una sierra para metales.

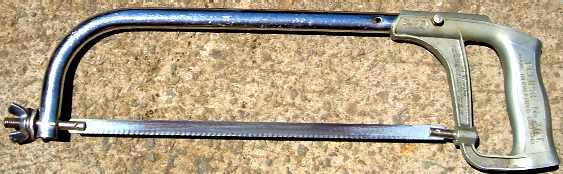

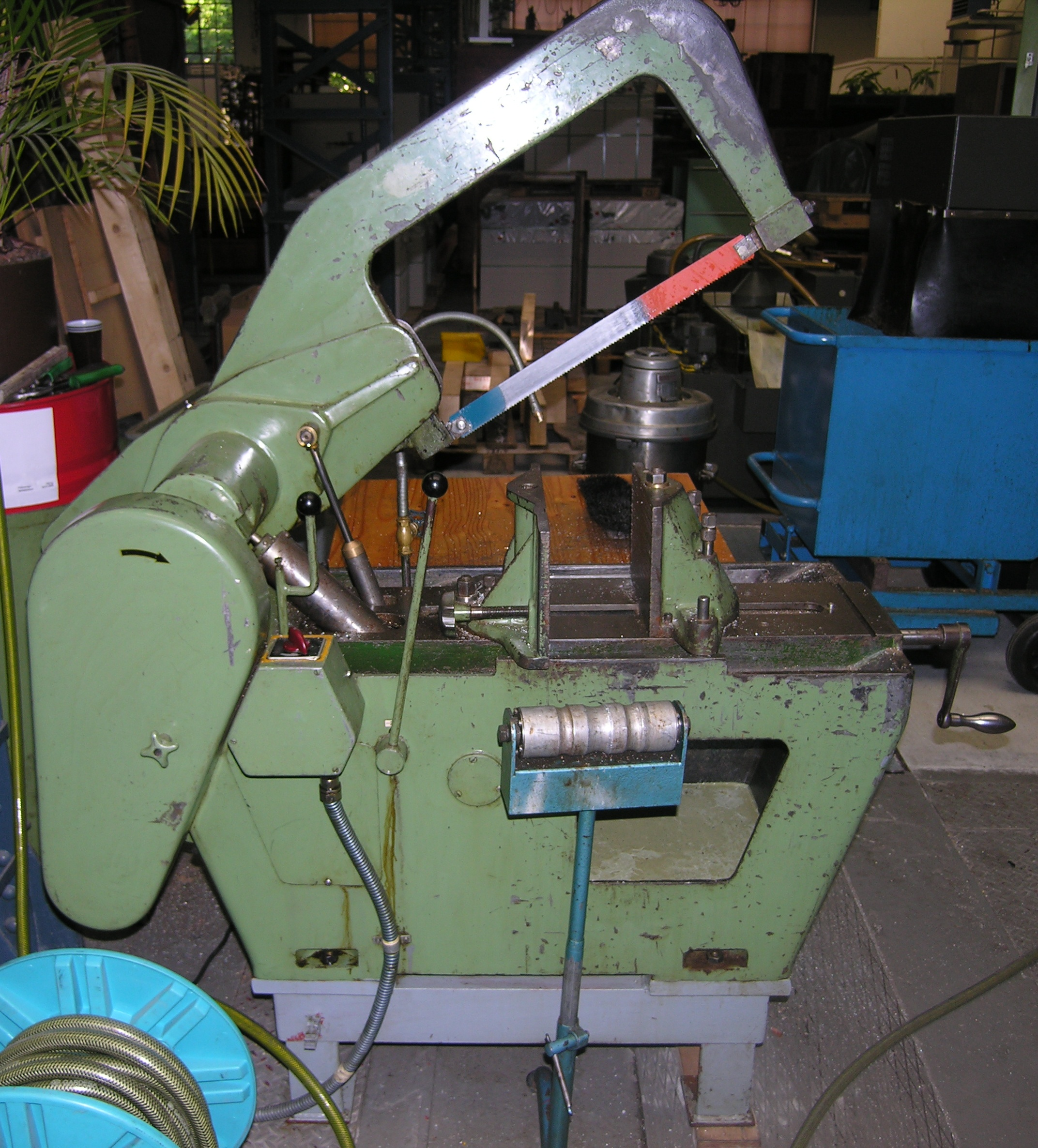
Una sierra metálica industrial

La sierra para metales es una herramienta de corte para metal o huesos. Algunas llevan sujeciones que mantienen la sierra firme y la vuelven fácil de manipular. La cuchilla es de dientes finos y está tensionada sobre una montura.
Estas sierras, diseñadas para cortar principalmente metal, están categorizadas por el número de dientes por pulgada. La hoja de sierra estándar tiene entre 14 y 32 dientes por pulgada. El juego de dientes, cómo están angulados en relación con los lados de la hoja, determinan qué tan bien corta la sierra. Las sierras de metal cortan muchas cosas desde tubos delgados de cobre hasta tornillos oxidados, pasando por mangueras de jardín, tuberías, plásticos, rejas viejas, etc.

## Características

### 32 dientes por pulgada
Una hoja de sierra con 32 dientes por pulgada provee un corte más fino y es buena para cortar acero de calibre o tubo delgado, tubos de cobre o conductos de la calefacción.

### 24 dientes por pulgada
Las hojas de sierra de 24 dientes por pulgada son usadas para tubos medianos y tubos regulares de pared. De acuerdo con el sitio web Aviation, Integrated Publishing, las hojas de 24 dientes también son buenas para cortar hierro angulado, tuberías gruesas, lata y cobre. Las tuercas, tornillos difíciles y hierro corrugado son cortados con esta hoja.

### 18 dientes por pulgada
Las hojas de sierra de 18 dientes por pulgada son utilizadas para tuberías duras de hierro y grandes piezas de acero. Si estás cortando una tubería vieja o el eslabón de una cadena, utiliza esta hoja.

### 14 dientes por pulgada
Las sierras con 14 dientes por pulgadas funcionan bastante bien con metales suaves como el aluminio y la hojalata. Esta hoja corta cable eléctrico, sillas de aluminio y plástico para ventanas.

### 12 dientes por pulgada, bimetálica
Las hojas bimetálicas tienen 12 dientes por pulgada y son utilizadas para tuberías, plástico, madera o hierro de alta velocidad. Esta hoja es buena para cortar mangueras de jardín, marcos de fotografías y sillas plásticas.

## Disposición de los dientes
Existen cuatro diferentes series, o ángulos, de los dientes, de acuerdo con el sitio web Aviation, Integrated Publishing:
- Serie alternada, donde un diente se inclina a la izquierda y otro a la derecha a lo largo de la hoja.
- Serie alternada doble, con dos dientes hacia la derecha y dos hacia la izquierda.
- Serie de rastrillo, donde se alternan cada diente, pero cada tercer diente es recto.
- Serie de onda, donde secciones cortas de los dientes se inclinan opuestas a las otras. De acuerdo con Builder Bill, este patrón de onda, con su corte fino, funciona mejor en los materiales planos.